# Canal condylaire
Le canal condylaire (ou canal condylien postérieur) est un canal osseux inconstant qui traverse la partie basilaire de l'os occipital.
Il démarre au fond de la fosse condylaire derrière le condyle occipital.
Il n'est pas toujours présent et peut avoir des variations du canal unique à une grappe de plusieurs petits canaux.
Il permet le passage de la veine émissaire occipitale qui connecte le plexus veineux suboccipital, le sinus occipital et le sinus sigmoïde.

## Galerie

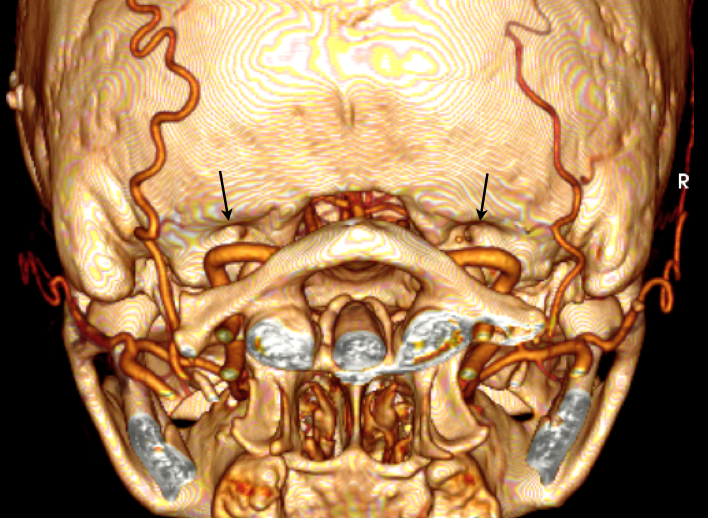
Les canaux condylaires (flèches) au-dessus des artères vertébrales.
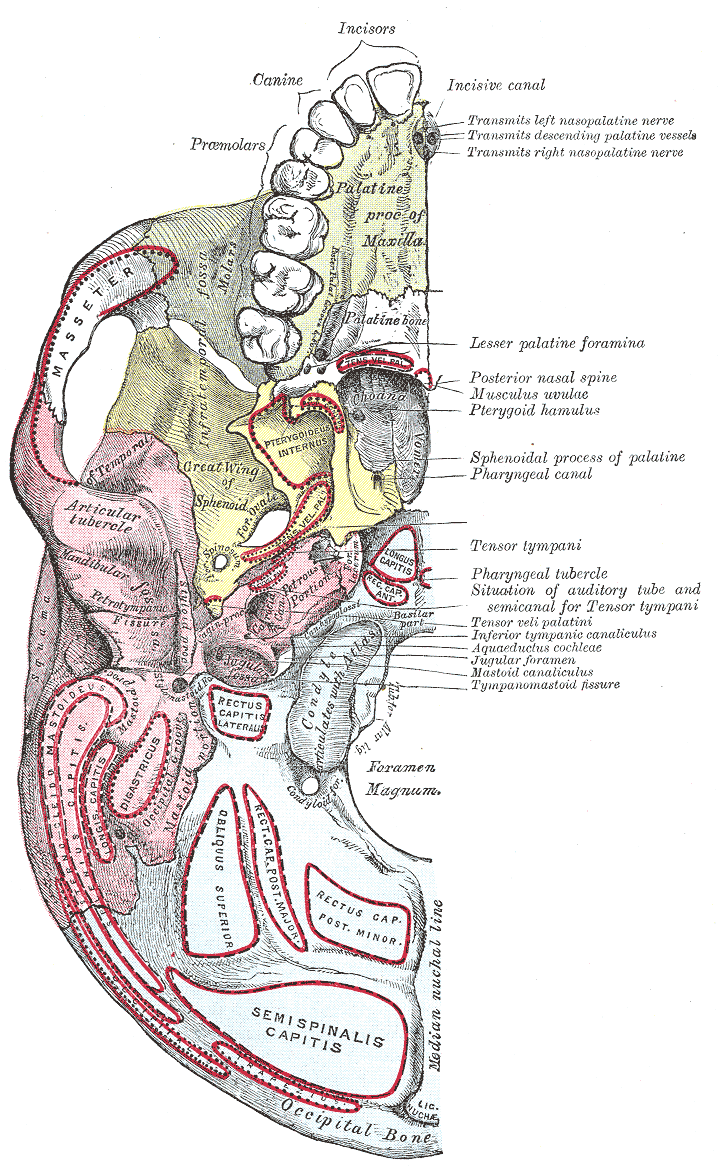
Base du crâne. Surface inférieure.